# Calcolo parassita
Il calcolo parassita è una tecnica in cui una macchina remota inganna una o più vittime, facendogli eseguire dei calcoli di diversa natura mascherandoli sotto forma di normali sessioni di comunicazione. Dal punto di vista tecnico si tratta di una violazione di sicurezza a livello protocollare in quanto la falsa "comunicazione" ruba alla vittima risorse di calcolo che vengono sottratte ad altre applicazioni. Dal punto di vista degli effetti pratici per la vittima invece, il calcolo parassita può assumere connotati vicini a quelli degli attacchi DoS in quanto va a rallentare il suo normale e potenziale lavoro.

## Descrizione
A titolo esemplificativo presentiamo la breve descrizione di un'operazione di calcolo parassita dove viene sfruttata l'operazione di checksum per appropriarsi di risorse computazionali in maniera non autorizzata.
- Si considerino un elaboratore A e B messi in comunicazione remota.
- L'elaboratore A, in contemporanea alla comunicazione con l'elaboratore B, deve risolvere un altro problema computazionale non legato alla comunicazione.
- L'elaboratore A, separatamente dalla comunicazione con B, riformula il suo problema computazionale in tanti sottoproblemi elementari del tipo Vero o Falso.
- I sottoproblemi elementari "vero o falso", generati da A, vengono ricodificati ed opportunamente iniettati nella comunicazione con B.
- B, per comunicare con A, deve verificare la correttezza del checksum dei pacchetti ricevuti da A e pertanto si impegna computazionalmente a risolvere anche il checksum dei "falsi" pacchetti risolvendo di fatto e in maniera ignara il problema computazionale di A.

Il calcolo parassita sfrutta una debolezza propria del protocollo di trasmissione TCP.

## Efficacia
La tecnica, seppur valida dal punto di vista teorico, si rileva inefficiente dal punto di vista pratico in quanto le risorse necessarie per mettere in atto l'attacco risultano superiori a quelle guadagnate con l'attacco stesso.